# Västra härads domsaga
Västra härads domsaga var en domsaga i Jönköpings län, bildad 1780. Den upplöstes den 1 januari 1934 (enligt beslut den 28 april 1933) genom sammanslagning med Östra härads domsaga och bildade då Njudungs domsaga.

## Omfattning
Domsagan omfattade Västra härad och Västra härads tingslag.

## Häradshövdingar
- 1780–1795 Magnus Abraham Falk
- 1795–1838 Johan Ullberg
- 1839–1851 David Vilhelm Lothigius
- 1851–1882 Knut Axel Johan Gyllenkrok
- 1882–1883 Carl Brunsson
- 1884–1906 Axel Herman Georg Ljunggren
- 1906–1933 Sten Sture Fredrik Landergren